# Puchar Anglii w piłce nożnej (1890/1891)
W sezonie 1890-1891 odbyła się 20. edycja Pucharu Anglii. Zwycięzcą turnieju został, po raz piąty w swojej historii, Blackburn Rovers, który pokonał w finale na Kennington Oval Notts County 3:1.

## Pierwsza runda
| 17 stycznia 1891 | Chester | 1:0 | Lincoln City |  |
|                  |         |     |              |  |

| 17 stycznia 1891 | Clapton | 0:14 | Nottingham Forest |  |
|                  |         |      |                   |  |

| 17 stycznia 1891 | Darwen | 3:1 | Kidderminster | mecz został unieważniony |
|                  |        |     |               |                          |

| 17 stycznia 1891 | Burnley | 4:2 | Crewe Alexandra |  |
|                  |         |     |                 |  |

| 17 stycznia 1891 | Stoke | 3:0 | Preston North End |  |
|                  |       |     |                   |  |

| 17 stycznia 1891 | Aston Villa | 13:1 | Casuals |  |
|                  |             |      |         |  |

| 17 stycznia 1891 | The Wednesday | 12:0 | Halliwell |  |
|                  |               |      |           |  |

| 17 stycznia 1891 | Accrington | 2:2 | Bolton Wanderers |  |
|                  |            |     |                  |  |

| 17 stycznia 1891 | Long Eaton Rangers | 1:2 | Wolverhampton Wanderers |  |
|                  |                    |     |                         |  |

|  | West Bromwich Albion | – | Old Westminsters | walkower dla W.B.A. |
|  |                      |   |                  |                     |

| 17 stycznia 1891 | Sunderland | 1:0 | Everton |  |
|                  |            |     |         |  |

| 17 stycznia 1891 | Crusaders | 0:2 | Birmingham St George's |  |
|                  |           |     |                        |  |

| 17 stycznia 1891 | Sunderland Albion | 2:0 | 93rd Highlanders |  |
|                  |                   |     |                  |  |

| 17 stycznia 1891 | Sheffield United | 1:9 | Notts County |  |
|                  |                  |     |              |  |

| 17 stycznia 1891 | Royal Arsenal | 1:2 | Derby County |  |
|                  |               |     |              |  |

| 17 stycznia 1891 | Middlesbrough Ironopolis | 1:2 | Blackburn Rovers | mecz został unieważniony |
|                  |                          |     |                  |                          |

### Powtórki
| 24 stycznia 1891 | Darwen | 13:0 | Kidderminster |  |
|                  |        |      |               |  |

| 24 stycznia 1891 | Accrington | 5:1 | Bolton Wanderers |  |
|                  |            |     |                  |  |

| 24 stycznia 1891 | Middlesbrough Ironopolis | 0:3 | Blackburn Rovers |  |
|                  |                          |     |                  |  |

## Druga runda
| 31 stycznia 1891 | Darwen | 0:2 | Sunderland |  |
|                  |        |     |            |  |

| 31 stycznia 1891 | Stoke | 3:0 | Aston Villa |  |
|                  |       |     |             |  |

| 31 stycznia 1891 | Notts County | 2:1 | Burnley |  |
|                  |              |     |         |  |

| 31 stycznia 1891 | Blackburn Rovers | 7:0 | Chester |  |
|                  |                  |     |         |  |

| 31 stycznia 1891 | Accrington | 2:3 | Wolverhampton Wanderers |  |
|                  |            |     |                         |  |

| 31 stycznia 1891 | Derby County | 2:3 | The Wednesday |  |
|                  |              |     |               |  |

| 31 stycznia 1891 | Sunderland Albion | 1:1 | Nottingham Forest |  |
|                  |                   |     |                   |  |

| 31 stycznia 1891 | Birmingham St George's | 0:3 | West Bromwich Albion |  |
|                  |                        |     |                      |  |

### Powtórki
| 7 lutego 1891 | Nottingham Forest | 3:3 | Sunderland Albion |  |
|               |                   |     |                   |  |

| 11 lutego 1891 | Nottingham Forest | 5:0 | Sunderland Albion | Bramall Lane, Sheffield |
|                |                   |     |                   |                         |

## Trzecia runda
| 14 lutego 1891 | Notts County | 1:0 | Stoke |  |
|                |              |     |       |  |

| 14 lutego 1891 | Blackburn Rovers | 2:0 | Wolverhampton Wanderers |  |
|                |                  |     |                         |  |

| 14 lutego 1891 | The Wednesday | 0:2 | West Bromwich Albion |  |
|                |               |     |                      |  |

| 14 lutego 1891 | Sunderland | 4:0 | Nottingham Forest |  |
|                |            |     |                   |  |

## Półfinały
| 28 lutego 1891 | Notts County McGregor McInnes Oswald | 3:3 | Sunderland Smith Harvey Campbell | Bramall Lane, Sheffield |
|                |                                      |     |                                  |                         |

| 28 lutego 1891 | Blackburn Rovers Southworth Hall A.N. Other | 3:2 | West Bromwich Albion Groves Pearson | Victoria Ground, Stoke |
|                |                                             |     |                                     |                        |

### Powtórka
| 11 marca 1891 | Sunderland | 0:2 | Notts County Oswald (2) | Bramall Lane, Sheffield |
|               |            |     |                         |                         |

## Finał
Mecz finałowy odbył się w sobotę 21 marca 1891 roku na stadionie Kennington Oval w Londynie. 
| 21 marca 1891 | Blackburn Rovers Dewar Southworth Townley | 3:1 | Notts County Oswald | Kennington Oval, Londyn Widzów: 23 000 Sędzia: C. J. Hughes |
|               |                                           |     |                     |                                                             |

|  |  |